# Aaslaug Aasland
Aaslaug Aasland, född 11 augusti 1890, död 30 augusti 1962, var en norsk politiker. 
Hon var socialminister 1948–1953. 